# フロツェ
フロツェ（Hlotse）、別名レリベ（Leribe）は、レソトの都市。人口24,710人（2006年）。レソト北西部に位置し、レリベ県の県都である。
フロツェ川沿いに位置し、南アフリカ共和国との国境に近い。フロツェの町は1876年、イギリスの宣教師であるJohn Widdicombeによって建設され、レソトが独立するまでは植民地行政の重要な拠点となっていた。別名のレリベは、この付近に1859年にフランスのFrançois Coillardによって創設されたプロテスタント・レリベ・ミッションに由来する。これによってこの地域をレリベと呼ぶようになり、レリベ地方の中心地であるフロツェもレリベと呼ばれるようになった。レリベにはNGOのヘルプ・レソトのレソト本部が置かれている。